# Francesco Campolattano
Francesco Campolattano (Maddaloni, 26 marzo 1975) è un ex calciatore italiano, di ruolo centrocampista.

## Carriera
Nato a Maddaloni, in provincia di Caserta, muove i primi passi da calciatore nella squadra locale.
Nel 1994 milita in Serie B con la Lucchese, con cui giocherà 9 partite in un anno e mezzo conquistando la salvezza nel primo anno col 16º posto finale.
Trovando poco spazio a Lucca, nel novembre 1995 viene ceduto a titolo definitivo al Prato, dove gioca tre stagioni e mezzo, culminate nella retrocessione in C2 nel 1998.
Nell'estate 1999 passa al Chievo che dopo pochi mesi lo gira al Como, dove colleziona 11 presenze e un 10º posto nel girone A di C1.
Prima dell'inizio della stagione 2000-2001 passa all'Alzano Virescit per 6 mesi, per poi passare alla Torres a gennaio 2001. A Sassari rimane un anno e mezzo dove colleziona 35 presenze, un 11º e un 12º posto.
Nel 2002 viene acquistato dal Martina e in due stagioni arriva a disputare i play-off promozione nel primo anno e ottiene un 12º posto nel secondo.
Nel 2004 passa al Pisa, per sei mesi per poi tornare al Martina, dove in un anno e mezzo conquista un 6º e un 11º posto.
Conclude la carriera nel 2011 dopo aver giocato per Gallipoli, Paganese, Figline e Poggibonsi.

## Palmarès
- Lega Pro Seconda Divisione: 1

Figline: 2008-2009
- Supercoppa di Lega di Seconda Divisione: 1

Figline: 2009